# Friedrich von Oppeln-Bronikowski
Friedrich von Oppeln-Bronikowski herbu własnego, (ur. 7 kwietnia 1873 w Kassel; zm. 9 października 1936 w Berlinie) – niemiecki pisarz i tłumacz.

## Życiorys
Bronikowski pochodził ze starego i bardzo rozgałęzionego polsko-niemieckiego rodu szlacheckiego, potomkowie którego byli oficerami, uczonymi i ziemianami. Ojciec Bronikowskiego był zawodowym oficerem huzarów; Friedrich obrał początkowo tę samą karierę i wstąpił do Szkoły Kadetów w Berlinie, po ukończeniu której został podporucznikiem w ojcowskim pułku huzarów. Ciężkie kontuzje spowodowane spadnięciem z konia zmusiły go wkrótce do porzucenia kariery wojskowej i rozpoczęcia studiów uniwersyteckich. W latach 1896–1899 studiował archeologię, romanistykę i filozofię na uniwersytecie w Berlinie, po czym zamieszkał w Szwajcarii i poświęcił się pisarstwu. Do Berlina przeniósł się w 1905. Debiutował w roku 1898 zbiorem nowel Aus dem Sattel geplaudert (Opowieści z siodła). W swej twórczości zajmował się głównie tematyką życia wojskowego i historią Prus, publikował także eseje z dziedziny historii kultury i biografistyki. Do najbardziej znanych powieści Bronikowskiego należały Der alte Dessauer (Stary Dessauer, 1936), której bohaterem był generał fryderycjański Leopold von Anhalt-Dessau oraz Der große König als der erste Diener seines Staates (Wielki król jako pierwszy sługa swego państwa, 1934), której bohaterem jest Fryderyk Wielki.
Powołany w roku 1914 do służby wojskowej, służył w Sztabie Generalnym. W pierwszych latach po zakończeniu I wojny światowej pracował w berlińskim MSZ.
Zaniepokojony szerzącym się w Niemczech antysemityzmem, wystąpił w dwóch publikacjach (Antisemitismus - eine unparteiische Prüfung (Antysemityzm - bezstronne badanie, (1920) i Gerechtigkeit! Zur Lösung der Judenfrage (Sprawiedliwość! Rozwiązanie kwestii żydowskiej (1932) przeciw tej ideologii.
Bronikowski działał także jako tłumacz i edytor, przełożył m.in. z francuskiego wiele utworów Maeterlincka i z włoskiego znane dzieło Machiawela Książę.
Rodziny nie założył. Pochowany w Berlinie.